# Craig Conway
Craig Conway (Irvine, 2 maggio 1985) è un ex calciatore scozzese, di ruolo attaccante.

## Palmarès

### Club

#### Competizioni nazionali
- Coppa di Scozia: 2

Dundee United: 2009-2010
St. Johnstone: 2020-2021
- Coppa di Lega scozzese: 1

St. Johnstone: 2020-2021